# Balatonőszöd
Balatonőszöd é um município da Hungria, situado no condado de Somogy. Tem 15,08 km² de área e sua população em 2019 foi estimada em 502 habitantes.